# Double Dragon (videogioco 1995)
Double Dragon (ダブルドラゴン?, Daburu Doragon) è un videogioco arcade di picchiaduro a incontri, prodotto nel 1995 dalla Technos Japan Corporation, spin-off della serie Double Dragon e basato sull'omonimo film del 1994. La differenza sostanziale con l'originale serie a scorrimento è che i giocatori si affrontano in incontri in stile picchiaduro con due round e boss finali.
In origine è stato pubblicato per piattaforma Neo Geo in formato cartuccia, sia per cabinati a gettoni (MVS) che per home console (AES), ed è stato poi ripubblicato su console Sony PlayStation e nel 2014 su PlayStation Store.

## Trama
Dopo aver ricevuto una lettera dal loro maestro Billy e Jimmy Lee tornano nella loro città natale, la quale è cambiata drasticamente nei dieci anni trascorsi da quando i due se ne sono andati. La città divenne un rifugio per le bande di strada conosciute come Bloody Town dopo essere caduta sotto il controllo del boss della malavita Koga Shuko. Shuko sta organizzando un torneo di arti marziali per reclutare nuovi membri nella sua organizzazione, ma anche per attirare i fratelli Lee a portargli metà del medaglione Double Dragon. Shuko è in possesso dell'altra. Chi possiede entrambe le metà di quel medaglione acquisirà poteri illimitati.

## Modalità di gioco
Il giocatore ha a disposizione dieci personaggi selezionabili più due segreti disponibili solo in modalità console tramite inserimento di un codice. Double Dragon prevede due o tre round non modificabili con eliminazione diretta degli avversari. L'ordine di essi è casuale fino alla comparsa dei due boss, Duke e Shuko. Caratteristica del gioco è che se si subiscono danni o si eseguono mosse e combinazioni essi donano una "carica blu" sovrapposta contemporaneamente alla normale barra di energia, la quale una volta carica il personaggio può eseguire trasformazioni o due mosse speciali segrete tramite combinazioni di tasti (le cosiddette Charge Moves).
I personaggi e le impostazioni del menù sono ispirati al film che porta lo stesso nome, che caratterizza tra l'altro anche la intro del titolo. Possiamo di fatto trovare i fratelli Billy e Jimmy trasformarsi nella modalità drago, Marian rappresentata come un capobanda e l'inclusione di Koga Shuko come avversario finale del gioco. Tuttavia i personaggi sono raffigurati in uno stile cartoon o anime differenti dalla loro controparte reale e solo cinque dei dodici combattenti del gioco sono in realtà presenti nel film mentre il resto sono nuovi personaggi creati appositamente per esso.

## Personaggi
- Billy: fratello gemello di Jimmy, è tanto forte quanto agile, e a causa della sua trasformazione, ottiene una grande vastità di tecniche. Predilige la forza fisica. Può trasformarsi nella forma di Dragone Blu, acquisendo una forza maggiore associata a tecniche spirituali. In questo stadio indossa una tenuta di lotta color blu. Il suo stage è una strada di New York.
- Jimmy: fratello gemello di Billy, possiede una grande variante di tecniche, prediligendo la forza spirituale. Può trasformarsi nella forma d Dragone Rosso, acquisendo una forza maggiore associata a delle tecniche spirituali. In questo stadio indossa una tenuta da lotta color rossa. Il suo stage è un dojo in cui si allena nelle arti marziali.
- Marian: ragazza molto attraente e trasgressiva, utilizza maggiormente delle tecniche con dei calci. Nel suo stage, una sala giochi, è possibile vedere in una delle console spezzoni del film dedicato a Double Dragon.
- Abobo: enorme lottatore che possiede una forza sovrumana. Può gonfiare la sua muscolatura acquisendo più forza. Il suo stage è una vecchia metropolitana.
- Burnov: grasso guerriero wrestler che indossa una maschera di ferro. È capace di prendere una rincorsa infuocata e di sparare meteore dalla bocca. Il suo stage è una città decadente infuocata.
- Cheng Fu: ubriacone capelluto, ad un'apparente stupidità contrappone una furbizia ed agilità notevoli. Fa uso di arti marziali Zui Baxianquan, talvolta usa una fiaschetta di vino con la quale può ubriacare temporaneamente il suo avversario. Il suo stage è un porto di Hong Kong.
- Dulton: combattente di strada, utilizza tecniche marziali associate al fuoco. È molto potente, ma poco agile. Il suo stage è un quartiere decadente invaso dalle acque usato ormai come una pista di moto d'acqua.
- Rebecca: abilissima ninja specializzata nelle arti del fuoco armata di due tonfa. Fa un grande uso delle arti marziali ed il suo stage è una villa antica giapponese infuocata.
- Amon: agilissimo ninja specializzato in qualsiasi stile di lotta, è in grado di provocare esplosioni e fulmini. Il suo stage è un aereo che percorre una cascata.
- Eddie: unico lottatore afro-americano del gioco, è specializzato nella lotta Kickboxing utilizzando molto le ginocchia. Il suo stage è il fondo di una cascata.
- Duke: guardia del corpo di Shuko, è maestro del Moukohisouken, una finta arte marziale assassina. Duke porta lo stesso nome del boss finale del gioco Super Double Dragon.
- Shuko: il boss finale, nel gioco è il maestro di Billy e Jimmy, deviato e corrotto dal male, ed esperto di kobujutsu e ninpoh. Nel film è lo spietato e malvagio dittatore di Bloody Town e non il maestro.

## Accoglienza
In Giappone, la rivista Game Machine elencò Double Dragon nel numero del 15 aprile 1995 come la tredicesima unità arcade di maggior successo del mese. Secondo Famitsū, la versione per Neo Geo CD vendette oltre 3851 copie nella sua prima settimana d'uscita.